# Archéogénétique
L'archéogénétique a pour objet l'étude du passé humain. Le terme provient du néologisme anglais archaeogenetics, inventé par l'archéologue et paléolinguiste britannique Colin Renfrew. Elle se réfère à l'utilisation de techniques moléculaires de génétique des populations à l'étude du passé humain. Cela peut impliquer :
- L'analyse de l'ADN ancien récupéré à partir de restes archéologiques ;
- L'analyse de l'ADN des populations modernes (y compris les humains et les espèces domestiques et animales) afin d'étudier le passé humain et l'héritage génétique de l'interaction humaine avec la biosphère ;
- L'application de méthodes statistiques développées par les généticiens moléculaires aux données archéologiques.

La même expression a également été utilisée par Antonio Amorim (1999) et définie comme : l'obtention et l'interprétation de la preuve [génétique] de l'histoire de l'homme.
L'archéogénétique peut être appuyée dans son travail d'investigation par la paléogénétique et, depuis peu, par la paléogénomique. Elle est l'une des disciplines connexes à l'archéogéographie et à la paléo-généalogie.

## Historique
L'archéogénétique a son origine dans l'étude des groupes sanguins humains et la réalisation que ce marqueur génétique classique fournit des informations sur les relations entre groupes linguistiques et ethniques. Les premiers travaux dans ce domaine comprenaient celui de Ludwik et Hanka Hirszfeld, William Clouser Boyd (en) et Arthur Mourant. À partir des années 1960, Luca Cavalli-Sforza a utilisé des marqueurs génétiques classiques pour examiner la population préhistorique d'Europe, qui a abouti à la publication de The History and Geography of Human Genes en 1994.
Depuis lors, l'histoire génétique de l'ensemble de nos principales plantes domestiques, tel le blé, le riz et le maïs, et les animaux, tels les bovins, les chèvres, les porcs et les chevaux, a été analysée. Des modèles pour le chronométrage et la biogéographie de leur domestication et de l'élevage subséquent ont été avancés, principalement en fonction de la variation de l'ADN mitochondrial, bien que d'autres marqueurs soient actuellement analysés pour compléter le récit génétique (par exemple, le chromosome Y pour décrire l'histoire de la lignée masculine).

## Développements
L'archéogénétique peut éclairer les origines et la répartition géographique des langues parlées par les populations préhistoriques et aider les archéologues à répondre aux questions concernant l'influence de la croissance démographique dont les indices sont retrouvés dans les archives archéologiques. Grâce à diverses techniques issues de la génétique, il devient possible pour cette discipline de mettre en évidence par exemple des flux migratoires ou encore de fortes variations (accroissement ou diminution) de populations.
Ainsi, dans une étude publiée en 2008, les résultats de l'examen de l'ADNmt de populations modernes de l'Asie du Sud, de l'Asie de l'Est et de l'Océanie ont révélé une forte expansion de la population avant l'avènement de la technologie des microlithes. Une horloge moléculaire a été utilisée pour mesurer un bond dans la croissance de la population il y a 28 000 ans à 38 000 ans.
Plus récemment, en 2013, en examinant plus d'un demi-million de sites de variation génétique dans les génomes d'environ 1000 personnes, dont environ 200 Africains du Sud représentant 22 groupes africains, et en combinant cette étude avec de nombreuses autres issues de la génétique des populations, des chercheurs sont parvenus à la conclusion qu'il se serait produit deux vagues de migrations : l'une, il y a environ 3 000 ans, des non-Africains seraient entrés en Afrique de l'Est, et une autre il y a 900 à 1 800 ans, alors que les Africains de l'Est ont migré vers l'Afrique australe et ont apporté des gènes non africains avec eux. Ces données viennent appuyer des études archéologiques et linguistiques antérieures, selon Sarah Tishkoff (en), généticienne à l'université de Pennsylvanie à Philadelphie. Par exemple, les locuteurs sud-africains de langues khoï, une famille de langues dont les origines sont localisées en Afrique de l'Est dont les populations ont apporté des techniques d'élevage au sud, ont enregistré la plus forte proportion de gènes non-africains dans la nouvelle étude. En outre, on a retrouvé des os de bovins et de moutons de 2 000 ans et des céramiques caractéristiques des cultures d'élevage de l'Afrique de l'Est en Afrique australe.

### Sources
- (en) Peter Forster (dir.) et Colin Renfrew (dir.), Phylogenetic Methods and the Prehistory of Languages, Cambridge, Grande-Bretagne, McDonald Institute for Archaeological Research, 2006, 198 p. (ISBN 978-1-902937-33-5, lire en ligne)
- (en) Russel D. Gray et Quentin D. Atkinson, « Language-tree Divergence Times Support the Anatolian Theory of Indo-European Origin », Nature, vol. 426, no 6965,‎ 2003, p. 435–439 (PMID 14647380, DOI 10.1038/nature02029, Bibcode 2003Natur.426..435G, lire en ligne)
- (en) M. Petraglia, « Population Increase and Environmental Deterioration Correspond with Microlithic Innovations in South Asia ca. 35,000 Years Ago », Proceedings of the National Academy of Sciences, vol. 106, no 30,‎ 2009, p. 12261–12266 (PMID 19620737, PMCID 2718386, DOI 10.1073/pnas.0810842106, lire en ligne)